# Ourapterygini

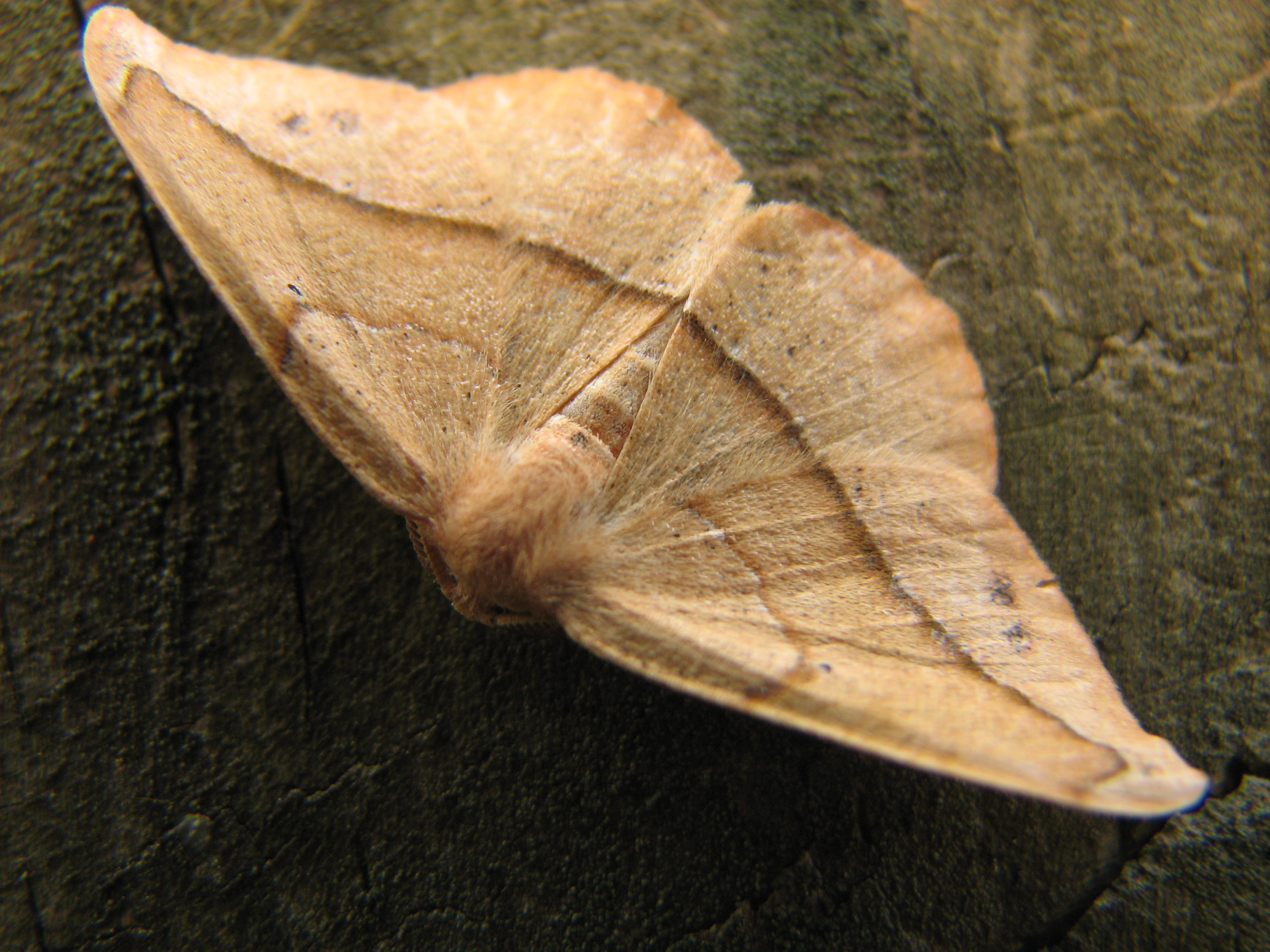
Patalene olyzonaria

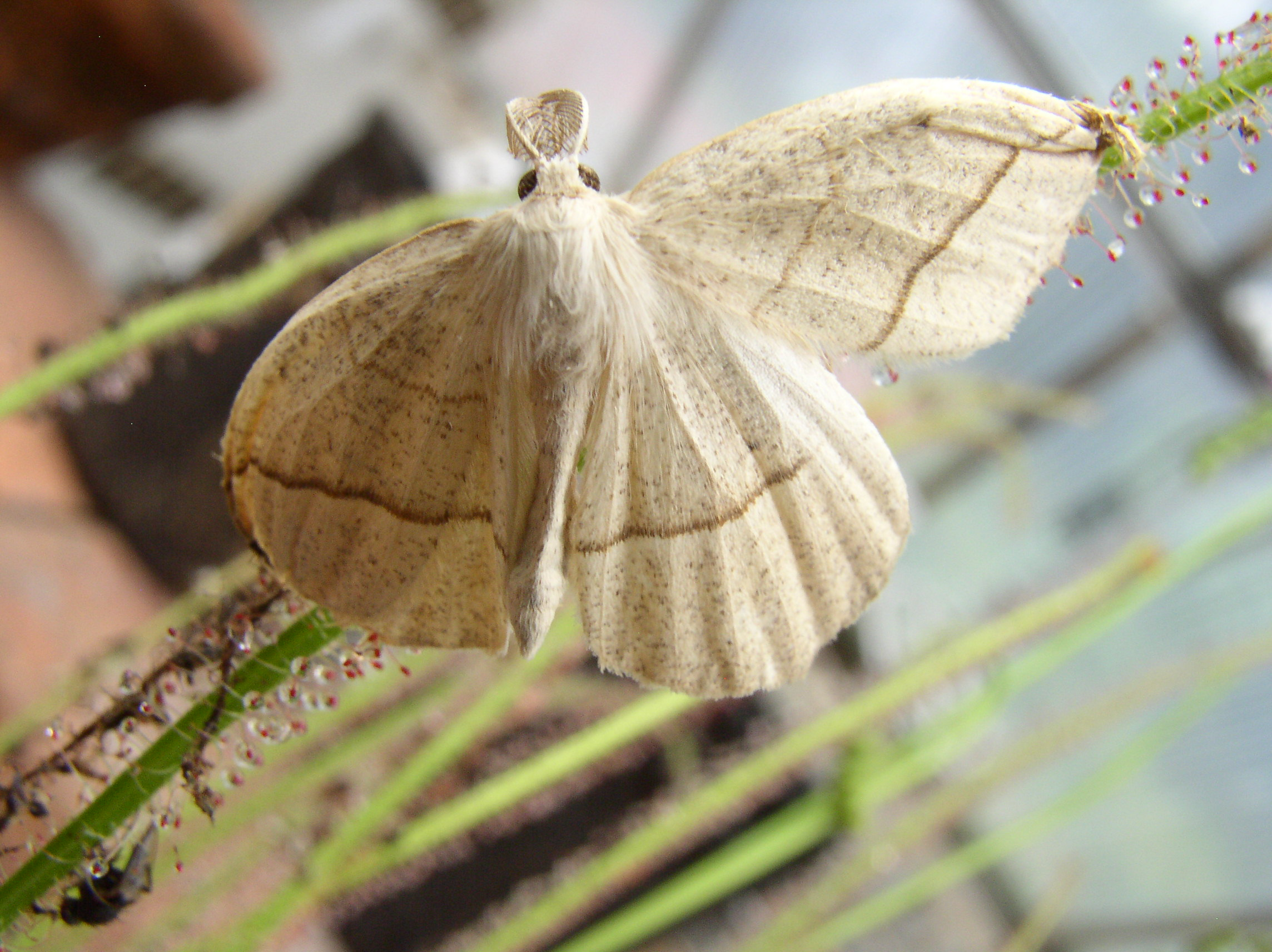
Eusarca confusaria atrapada por la planta carnívora Drosera filiformis

Ourapterygini es una tribu de lepidópteros geométridos caracterizados por ser en su mayoría de hábitos parcialmente diurnos y de poca tendencia a la cripsis, más bien a ser de coloraciones claras (en contraste con el resto de geométridos). Se conoce que algunas especies son nocivas para los depredadores, lo cual supone que su coloración es aposemática.

## Distribución
Se han encontrado especímenes distribuidos por el neotrópico y neártico, desde el noroccidente de Canadá hasta el suroeste de Argentina. También hay registros en el norte de Europa, el mediterráneo y el sudeste asiático.

## Géneros
- Acanthotoca
- Agaraeus
- Antepione
- Anthyperythra
- Artemidora
- Asovia
- Besma
- Caripeta
- Cepphis
  - Cepphis advenaria
- Cingilia
- Destutia
- Enanthyperythra
- Endropiodes
- Enypia
- Epholca
- Epione
  - Epione repandaria
- Eriplatymetra
- Euaspilates
- Eucaterva
- Eugonobapta
- Eusarca
- Eutrapela
- Evita
- Garaeus
- Heterolocha
- Lambdina
- Leptomiza
- Lychnosea
- Melemaea
- Meris
- Nematocampa
- Nemeris
- Neoterpes
- Nepheloleuca
- Nepytia
- Nothomiza
- Opisthograptis
  - Opisthograptis luteolata
- Ourapteryx
  - Ourapteryx sambucaria
- Oxydia
- Patalene
- Pherne
- Philtraea
- Phyllodonta
- Pityeja
- Plagodis
  - Plagodis dolabraria
  - Plagodis pulveraria
- Plataea
- Prochoerodes
- Pseudopanthera
  - Pseudopanthera macularia
- Sabulodes
- Scardamia
- Sericoptera
- Sicya
- Sicyopsis
- Snowia
- Somatolopha
- Spilopera
- Synaxis
- Tetracis
- Therapis
- Tristrophis
- Tshimganitia